# Бердики
Бердики (бел. Бердзікі) — деревня в Волковысском районе Гродненской области Беларуси. Входит в состав Шиловичского сельсовета.

## География
Деревня находится в юго-западной части Гродненской области, при автодороге Н-7657, на расстоянии приблизительно 11 километров (по прямой) к западу от города Волковыск, административного центра района. Абсолютная высота — 171 метр над уровнем моря. Площадь населённого пункта — 0,2887 км².

## История
По состоянию на 1905 год, в Бердзиках проживало 195 человек. В административном отношении деревня входила в состав Шиловичской волости Волковысского уезда Гродненской губернии.
Согласно Рижскому мирному договору (1921), деревня вошла в состав Второй Польской республики. Входила в состав гмины Мстибув Волковысского повета Белостокского воеводства. В 1921 году числилось 190 жителей, проживавших в 34 домах. В этническом составе населения того периода поляки составляли 98,4 %. В конфессиональном составе населения преобладали католики (96,3 %).
С 1939 года в БССР.

## Население
По данным переписи 2019 года, в деревне проживало 35 человек.
| Год  | Население, человек |
| ---- | ------------------ |
| 1905 | 195                |
| 1921 | ↘ 190              |
| 2009 | ↘ 40               |
| 2019 | ↘ 35               |